# Friedrich Winkler (Kunsthistoriker)

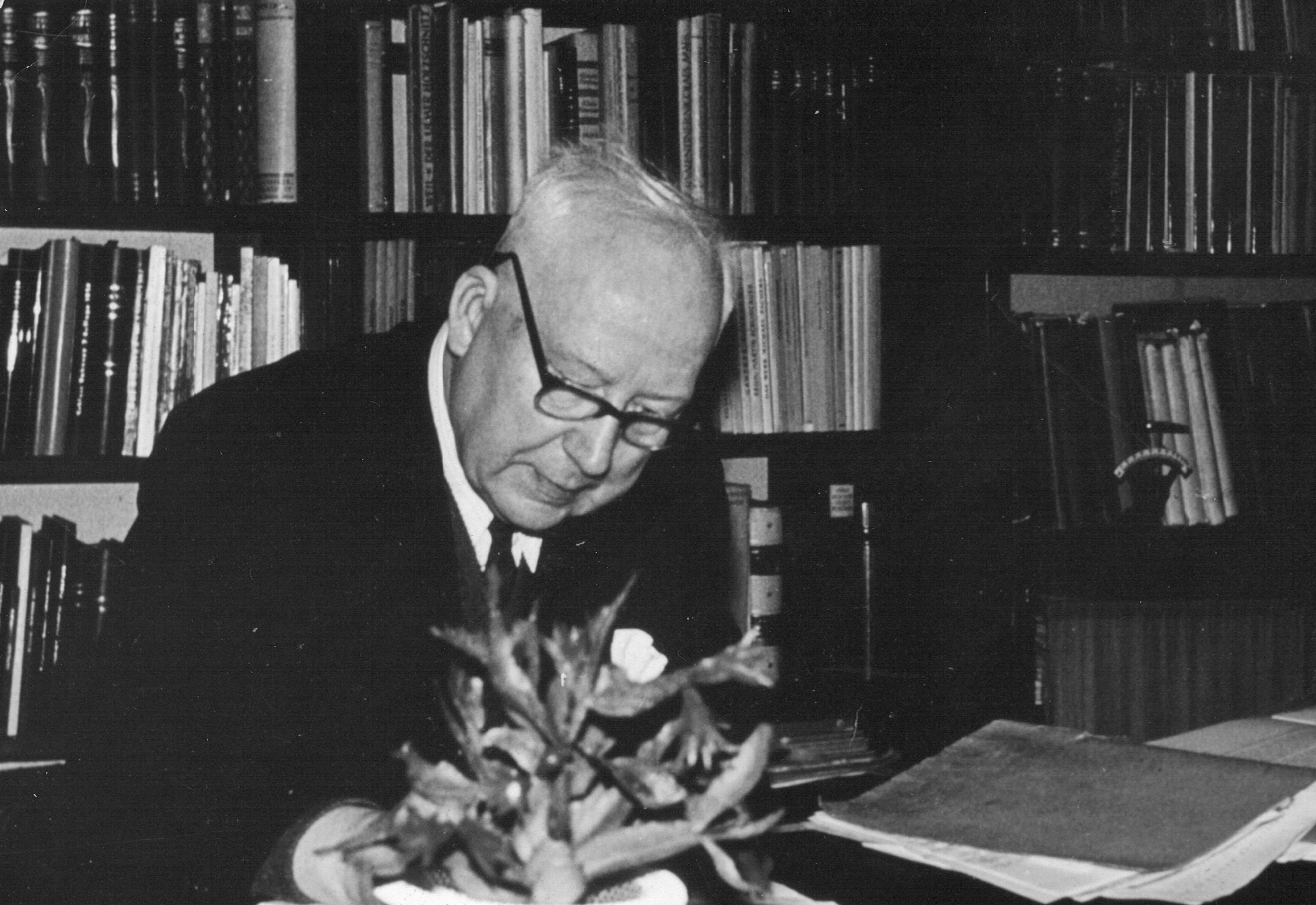
Friedrich Winkler (Foto um 1960)

Friedrich Horst Winkler (* 5. März 1888 in Prehna, Landkreis Altenburger Land; † 23. Februar 1965 in West-Berlin) war ein deutscher Kunsthistoriker und Museumsdirektor.

## Leben
Friedrich Winkler studierte an den Universitäten in Wien, Berlin und Freiburg im Breisgau und beschloss 1913 das Studium in Berlin mit einer Dissertation bei Wilhelm Vöge über den Meister von Flémalle und Rogier van der Weyden. Anschließend arbeitete er zunächst als Volontär in der Gemäldegalerie Alte Meister in Dresden, wurde aber nach kurzer Zeit im Ersten Weltkrieg eingezogen. 1915 wurde Winkler unter Wilhelm von Bode Volontär bei der Zentralbibliothek der Berliner Museen und später Leiter der Bibliothek. Er wurde 1933 zum Direktor des Berliner Kupferstichkabinetts der Staatlichen Museen ernannt und hat diese Position bis zu seiner Pensionierung innegehabt.
Winkler war neben Max J. Friedländer, mit dem er in Berlin zeitweise zusammenarbeitete, einer der bedeutendsten Kenner der altniederländischen Malerei und der großen Meister der Dürer-Zeit. Er hat durch seine Forschungen und Erwerbungen die Kenntnis dieser Epochen enorm erweitert. Seine Monographien über Hugo van der Goes und Albrecht Dürer sind bis heute grundlegend geblieben.

## Ehrungen
Winkler wurde 1950 zum korrespondierenden Mitglied der Bayerischen Akademie der Wissenschaften gewählt. Ihm wurde im März 1953 das Bundesverdienstkreuz 1. Klasse verliehen. 1958 bekam er zu seinem 70. Geburtstag eine Festschrift.

## Schriften (Auswahl)
- Der Meister von Flémalle und Rogier van der Weyden. (Dissertation) 1913.
- Studien zur niederländischen Miniaturmalerei des 15. und 16. Jahrhunderts. 1915.
- Der Leipziger Valerius Maximus. 1922.
- Die altniederländische Malerei von 1400–1600. Berlin 1924.
- Die flämische Buchmalerei im 15. und 16. Jahrhundert. Leipzig 1925.
- Die Zeichnungen Albrecht Dürers. 4 Bände. Berlin 1936–1939.
- Altdeutsche Meisterzeichnungen aus der Sammlung Ehlers im Berliner Kupferstichkabinetts. Berlin 1939.
- Altdeutsche Tafelmalerei. 1942.
- Der Krakauer Behaim-Codex. 1942.
- Die Zeichnungen Hans Süss von Kulmbachs und Hans Leonhard Schäufeleins. In: Denkmäler deutscher Kunst. Deutscher Verein für Kunstwissenschaft, Berlin 1943.
- Augsburger Malerbildnisse der Dürer-Zeit. 1948.
- Albrecht Dürer. Leben und Werk. 1957.
- Das Werk des Hugo van der Goes. 1964.